# USS Irex (SS-482)
USS Irex (SS-482/AGSS-482)  là một  tàu ngầm lớp Tench được Hải quân Hoa Kỳ chế tạo vào giai đoạn cuối Chiến tranh Thế giới thứ hai. Nó là chiếc tàu chiến duy nhất của Hải quân Hoa Kỳ được đặt cái tên này, theo tên loài cá cam thoi. Nhập biên chế năm 1945, nó hoàn tất quá trễ để có thể phục vụ trong Thế Chiến II, nhưng đã phục vụ trong giai đoạn Chiến tranh Lạnh cho đến khi xuất biên chế năm 1969. Irex bị bán để tháo dỡ vào năm 1971.

## Thiết kế và chế tạo

### Thiết kế
Lớp tàu ngầm Tench là sự cải tiến tiếp theo của các lớp tàu ngầm hạm đội   Balao và   Gato, vốn đã chứng minh thành công trong hoạt động chống Nhật Bản tại Mặt trận Thái Bình Dương. Lớp tàu này, tích lũy những kinh nghiệm trong giai đoạn đầu của cuộc xung đột, là lớp tàu ngầm cuối cùng được Hải quân Hoa Kỳ chế tạo trong chiến tranh.
Những chiếc lớp Tench có chiều dài 311 ft 9 in (95,02 m), mạn tàu rộng 27 ft 4 in (8,33 m) và mớn nước tối đa 17 ft (5,2 m), có trọng lượng choán nước 1.570 tấn Anh (1.600 t) khi nổi và 2.414 tấn Anh (2.453 t) khi lặn. Chúng trang bị bốn động cơ diesel Fairbanks-Morse 38D8-⅛ 10-xy lanh chuyển động đối xứng, dẫn động máy phát điện để cung cấp điện năng cho hai động cơ điện, đạt được công suất 5.400 shp (4.000 kW) cho phép di chuyển với tốc độ tối đa 20,25 hải lý trên giờ (37,50 km/h) khi nổi. Khi hoạt động ngầm dưới nước, chúng được cung cấp điện từ hai dàn ắc-quy Sargo 126-cell để vận hành hai động cơ điện Elliott lõi kép tốc độ chậm, có công suất 2.740 shp (2.040 kW) và đạt tốc độ tối đa 8,75 kn (16,21 km/h). Tầm xa hoạt động là 16.000 hải lý (30.000 km) khi đi trên mặt nước ở tốc độ 10 kn (19 km/h) và có thể hoạt động kéo dài đến 75 ngày; tuy nhiên khả năng hoạt động ngầm bị giới hạn bởi dung lượng điện ắc-quy, sẽ cạn trong 48 giờ khi di chuyển với tốc độ 2 kn (3,7 km/h). Chiếc tàu ngầm mang theo tiếp liệu đủ cho mười sĩ quan và 71 thủy thủ trong 75 ngày.
Lớp Tench được trang bị mười ống phóng ngư lôi 21 in (530 mm), gồm sáu ống trước mũi và bốn ống phía đuôi tàu, và mang theo tổng cộng 28 quả ngư lôi. Vũ khí trên boong tàu gồm một hải pháo 5 inch/25 caliber, một khẩu pháo phòng không Bofors 40 mm nòng đơn và một khẩu đội Oerlikon 20 mm nòng đôi, kèm theo hai súng máy .50 caliber.

### Chế tạo
Irex được đặt lườn tại Xưởng hải quân Portsmouth ở  Kittery, Maine vào ngày 2 tháng 10, 1944. Nó được hạ thủy vào ngày 26 tháng 1, 1945, được đỡ đầu bởi bà Helen Calhoun Ellender, phu nhân Nghị sĩ Allen J. Ellender của tiểu bang Louisiana, và được cho nhập biên chế cùng Hải quân Hoa Kỳ vào ngày 14 tháng 5, 1945 dưới quyền chỉ huy của Hạm trưởng, Trung tá Hải quân J. D. Crowley.

## Lịch sử hoạt động

### 1945 - 1956
Sau khi hoàn tất việc chạy thử máy tại vùng biển ngoài khơi New England, Irex rời Căn cứ Tàu ngầm Hải quân tại New London, Connecticut để đi sang khu vực Thái Bình Dương ngang qua kênh đào Panama. Tuy nhiên khi nó còn đang ở vùng kênh đào, cuộc xung đột chấm dứt khi Nhật Bản chấp nhận đầu hàng vào ngày 15 tháng 8, 1945. Irex vì vậy được lệnh đi đến Key West, Florida để gia nhập Hải đội Tàu ngầm 4 tại đây. Trong thời gian còn lại của năm 1945, nó thực hành tại chỗ và tại căn cứ hải quân ở vịnh Guantánamo, Cuba.
Vào tháng 12, 1946, Hải quân Hoa Kỳ hoàn tất một thiết kế ống hơi hiện đại rút gọn được, cho phép tàu ngầm chạy động cơ diesel có thể chạy ngầm dưới nướctrong thời gian kéo dài. Irex được lệnh đi đến Xưởng hải quân Portsmouth để lắp đặt và thử nghiệm thiết bị này. Nó đã hoạt động đánh giá thiết bị mới này từ tháng 7, 1947 đến tháng 2, 1948, rồi gia nhập Hải đội Tàu ngầm 8 Căn cứ Tàu ngầm Hải quân New London như là tàu ngầm Hoa Kỳ đầu tiên được trang bị ống hơi.
Trong ba năm tiếp theo, Irex hoạt động huấn luyện ngoài khơi New London và Virginia Capes. Vào tháng 5, 1951, nó làm nhiệm vụ tuần tra tại vùng biển Bắc Đại Tây Dương, rồi sang tháng 8 đã hoạt động ngoài khơi Key West và Cuba. Sau khi quay trở lại New London, nó tiếp tục hoạt động huấn luyện ngoài khơi New England và vùng biển Caribe cho đến ngày 26 tháng 10, 1953, khi nó lên đường đi sang Địa Trung Hải để gia nhập Đệ Lục hạm đội. Khi quay trở lại New London vào ngày 3 tháng 2, 1954, chiếc tàu ngầm tiếp tục hoạt động huấn luyện và thực hành dọc theo vùng bờ Đông và vùng biển Caribe trong hai năm tiếp theo.
Vào năm 1956, Irex lại được phái sang Địa Trung Hải để hoạt động cùng các đơn vị của Đệ Lục hạm đội. Sự kiện quốc hữu hóa kênh đào Suez vào tháng 7, 1956 đã đưa đến một cuộc khủng hoảng, rồi dẫn đến xung đột quân sự giữa Ai Cập với liên quân Anh, Pháp và Israel. Hải quân Hoa Kỳ đã nhanh chóng phản ứng nhằm củng cố lập trường của chính phủ Hoa Kỳ buộc phía liên quân phải rút lui, và giải quyết các mâu thuẫn thông qua đàm phán. Vào tháng 2, 1957, Irex thực hiện các chuyến tuần tra trong Hồng hải và dọc biên giới Ai Cập-Israel. Sau khi quay trở về New London, nó tiếp tục hoạt động thường lệ, đồng thời đảm nhiệm vai trò huấn luyện cho học viên sĩ quan.

### 1957 - 1971
Vào đầu năm 1957, Irex tham gia các cuộc tập trận hạm đội và đảm nhiệm vai trò huấn luyện. Đến tháng 7, nó đi vào Xưởng hải quân Philadelphia để được trang bị một cấu trúc thượng tầng bằng nhựa thay thế cho tháp chỉ huy thời Thế Chiến II, nao hơn, nhẹ hơn và giúp ổn định con tàu. Trong một năm rưỡi tiếp theo, nó tiếp tục hoạt động huấn luyện và thực hành thường lệ từ căn cứ New London, ngoại trừ một lượt biệt phái sang Địa Trung Hải từ ngày 13 tháng 9 đến ngày 20 tháng 12, 1958, cùng các chuyến đi huấn luyện đến Bermuda và Halifax, Nova Scotia, Canada.
Vào đầu năm 1960, Irex tham gia các cuộc tập trận tại vùng biển Bắc Đại Tây Dương trước khi quay trở về cảng nhà vào ngày 3 tháng 3. Sau các hoạt động thường lệ từ căn cứ New London và một chuyến đi huấn luyện đến Halifax, Nova Scotia, chiếc tàu ngầm lại được phái sang Địa Trung Hải vào ngày 1 tháng 8, 1961 để huấn luyện hoạt động tàu ngầm cùng Đệ Lục hạm đội. Quay trở về New London vào tháng 11, nó tham gia huấn luyện cho học viên sĩ quan và hải quân dự bị tại Trường Tàu ngầm New London, thực hiện các chuyến đi đến tận Bermuda về phía Nam và đến New York và Boston về phía Bắc. Nó có các hoạt động trong mùa Đông từ tháng 1 đến tháng 3, 1963 tại Puerto Rico và quần đảo Virgin, rồi được đại tu tại Xưởng hải quân Philadelphia trước khi tiếp tục huấn luyện tại New London. Vào tháng 10, 1964, con tàu lại lên đường đi sang Địa Trung Hải, cùng với Đệ Lục hạm đội băng qua kênh đào Suez để tham gia của tập trận của Khối CENTO trong Hồng Hải và biển Ả Rập. Nó quay trở về nhà vào giữa tháng 1, 1965.
Irex lại có dịp tham gia một cuộc tập trận phối hợp giữa hải quân Hoa Kỳ và Canada, khi nó hoạt động tại khu vực Nova Scotia, rồi quay trở về New London vào tháng 11, 1965. Con tàu tiếp tục nhiệm vụ huấn luyện cho đến năm 1967. Nó được xếp lại lớp như một tàu ngầm phụ trợ với ký hiệu lườn AGSS-482 vào ngày 30 tháng 6, 1969. Chiếc tàu ngầm được cho xuất biên chế đồng thời rút tên khỏi danh sách Đăng bạ Hải quân Hoa Kỳ vào ngày 17 tháng 11, 1969. Con tàu cuối cùng bị bán cho hãng North American Smelting Co. tại Wilmington, Delaware vào ngày 13 tháng 9, 1971 để tháo dỡ.

## Phần thưởng
|  |  |  |
|  |  |  |

| Dãi băng Hoạt động Tác chiến         | Dãi băng Hoạt động Tác chiến            | Huân chương Chiến dịch Châu Á-Thái Bình Dương | Huân chương Chiến dịch Châu Á-Thái Bình Dương |
| Huân chương Chiến thắng Thế Chiến II | Huân chương Phục vụ Chiếm đóng Hải quân | Huân chương Phục vụ Chiếm đóng Hải quân       | Huân chương Phục vụ Phòng vệ Quốc gia         |